# ISO (小惑星)
ISO (9998 ISO) は、小惑星帯に位置する小惑星である。パロマー天文台のトム・ゲーレルスとライデン大学のファン・ハウテン夫妻が発見した。
欧州宇宙機関 (ESA) が打ち上げた赤外線宇宙天文台 (ISO) に因んで名付けられた。